# Corquín (ort)
Corquín är en ort i Honduras.   Den ligger i departementet Departamento de Copán, i den västra delen av landet, 190 km väster om huvudstaden Tegucigalpa. Corquín ligger 909 meter över havet och antalet invånare är 4 752.
Terrängen runt Corquín är lite bergig. Runt Corquín är det ganska tätbefolkat, med 80 invånare per kvadratkilometer. Corquín är det största samhället i trakten. Omgivningarna runt Corquín är en mosaik av jordbruksmark och naturlig växtlighet.